# Talla Alkurdi
Talla Alkurdi, född 6 mars 1984 i Dubai, är en svensk socialdemokratisk politiker som är hälso- och sjukvårdsregionråd i Region Stockholm sedan 2022. Mellan 2015 och 2018 var hon oppositionslandstingsråd med ansvar för trafikfrågor i dåvarande Stockholms läns landsting och därefter var hon oppositionsregionråd med ansvar för hälso- och sjukvårdsfrågor mellan 2018 och 2022.
Mellan 2013 och 2015 var hon förbundsordförande för det Socialdemokratiska studentförbundet. Mellan 2013 och 2017 var hon även ledamot av Socialdemokraternas partistyrelse.
Hon är uppväxt i Dubai, Arvidsjaur, Uppsala och Göteborg. Innan hon tillträdde som förbundsordförande för S-studenter studerade hon nationalekonomi vid Handelshögskolan vid Göteborgs universitet. Hon har även arbetat vid Olof Palmes internationella center.